# Lăcrămioara Stan
Lăcrămioara Georgiana Stan (n. 24 aprilie 1995, Slobozia) este o fostă handbalistă română care a  evoluat pe postul de portar.
Lăcrămioara Stan a debutat la CSȘ Slobozia, echipă cu care s-a calificat în semifinalele Campionatului de Junioare III, în 2008. În 2012, ea s-a transferat la Național Râmnicu Vâlcea, echipă care evoluează în Divizia A, și a devenit jucătoare a Centrului Național de Excelență din Râmnicu Vâlcea. În februarie 2013, pentru a suplini plecarea portăriței Amandine Leynaud, Lăcrămioara Stan a fost cooptată în lotul CS Oltchim Râmnicu Vâlcea. Ea a căpătat dublă legitimare, putând evolua atât pentru Oltchim cât și pentru Național.
Stan a fost convocată prima dată în 2010 la echipa națională de junioare a României, pentru care, până în 2012, a jucat în 30 de meciuri, și a participat la Campionatul European pentru Junioare Cehia 2011 și Campionatul Mondial pentru Junioare 2012 din Muntenegru. De asemenea a participat cu echipa națională de tineret a României la Campionatul European de Tineret ediția 2013 din Danemarca.
În 2012, Lăcrămioara Stan a fost declarată handbalista anului în municipiul Slobozia.
Odată cu desființarea echipei de handbal feminin Oltchim Râmnicu Vâlcea la sfârșitul sezonului sezonului 2012-2013, Stan a semnat cu HC Dunărea Brăila. A evoluat pentru echipa brăileană până în decembrie 2017, cu excepția returului din sezonul 2016-2017, când a fost împrumutată la CSM Unirea Slobozia. În decembrie 2017, Stan s-a despărțit de HC Dunărea Brăila iar în ianuarie 2018 a semnat cu CSM Slatina. În 2020, Lăcrămioara Stan s-a retras din activitate și se ocupă cu pregătirea portarilor la HCM Slobozia.

## Palmares
- Cupa Cupelor:
  - Turul 3: 2014

- Cupa EHF:
  - Optimi: 2015
  - Turul 3: 2017

- Liga Națională:
  -  Câștigătoare: 2013
  -  Medalie de bronz: 2014

- Cupa României:
  - Semifinalistă: 2014

- Campionatul Național de Junioare I
  -  Câștigătoare: 2013

- Campionatul Național de Junioare II
  -  Câștigătoare: 2012